# 8381 Hauptmann
8381 Hauptmann este un asteroid din centura principală de asteroizi.

## Descriere
8381 Hauptmann este un asteroid din centura principală de asteroizi. A fost descoperit pe 21 septembrie 1992 la Tautenburg de Freimut Börngen. El prezintă o orbită caracterizată de o semiaxă mare de 2,47 ua, o excentricitate de 0,09 și o înclinație de 7,2° în raport cu ecliptica.